# 侏蜥
侏蜥（学名：Riopa bowringii）为石龙子科侏蜥属的爬行动物。分布于泰国、缅甸、马来半岛、菲律宾以及中国大陆的香港等地，多栖息于海拔1500米地区的平原和丘陵以及一般在木材和树叶下发现。